# Gläsel (Konradsreuth)
Gläsel ist ein Gemeindeteil der Gemeinde Konradsreuth im Landkreis Hof (Oberfranken, Bayern). Gläsel liegt in der Gemarkung Gottfriedsreuth.

## Geografie
Die Einöde liegt am Posterlitzbach, einem linken Zufluss der Sächsischen Saale. Ein Anliegerweg führt nach Engel (0,5 km östlich) bzw. nach Wölbersbach zur Kreisstraße HO 25 (1,1 km südlich).

## Geschichte
Von 1797 bis 1810 unterstand Gläsel dem Justiz- und Kammeramt Hof. Infolge des Ersten Gemeindeedikts wurde Gläsel dem 1812 gebildeten Steuerdistrikt Martinsreuth und der zugleich entstandenen Ruralgemeinde Gottfriedsreuth zugewiesen. Am 1. Januar 1977 wurde Gläsel im Zuge der Gebietsreform in Bayern nach Konradsreuth eingemeindet.

### Einwohnerentwicklung
| Jahr      | 1819  | 1861  | 1871  | 1885   | 1900   | 1925   | 1950   | 1961   | 1970   | 1987  |
| Einwohner | *     | 6     | 5     | 7      | 8      | 7      | 10     | 7      | 6      | 5     |
| Häuser    |       |       |       | 1      | 1      | 1      | 1      | 1      |        | 1     |
| Quelle    | [ 5 ] | [ 8 ] | [ 9 ] | [ 10 ] | [ 11 ] | [ 12 ] | [ 13 ] | [ 14 ] | [ 15 ] | [ 1 ] |

## Religion
Gläsel ist evangelisch-lutherisch geprägt und bis heute nach St. Martin (Ahornberg) gepfarrt.